# جوناثان غونزاليس
جوناثان غونزاليس (13 أبريل 1999 بسانتا روسا في الولايات المتحدة - ) هو لاعب كرة قدم أمريكي في مركز الوسط.

## مسيرته الكروية
لعب جوناثان غونزاليس خلال مسيرته الاحترافية مع نادِ واحدٍ في ثلاثة مواسم وسجل خلالها هدفًا واحدًا ضمن 59 مباراة. ولم يفز بأي موسم بالكأس وفاز في موسم واحد بالدوري.
خاض جوناثان غونزاليس مسيرته مع نادي مونتيري في موسم 2017–18 واستمر معه طيلة ثلاثة مواسم، مشاركًا في 59 مباراة سجل خلالها هدفًا واحدًا.

## وصلات خارجية
- جوناثان غونزاليس على موقع الدوري الأمريكي (الإنجليزية)
- جوناثان غونزاليس على موقع قاعدة بيانات كرة القدم.إي يو (الإنجليزية)
- جوناثان غونزاليس على موقع ناشيونال فوتبول تيمز (الإنجليزية)
- جوناثان غونزاليس على موقع Soccerway.com (الإنجليزية)
- جوناثان غونزاليس على موقع عالم كرة القدم.نت (الإنجليزية)